# 生物医学与环境科学
《生物医学与环境科学》创刊于1988年，是中国大陆医药卫生科技类月刊，编辑部位于北京市。此刊物由中国疾病预防控制中心主办。
《生物医学与环境科学》在2018年被中华人民共和国国家新闻出版广电总局新闻报刊司评为2017年全国“百强报刊”。